# Tàu điện Szczecin
Tàu điện Szczecin (tiếng Ba Lan: Tramwaje w Szczecinie) là xe điện ở thành phố Szczecin. Nó được điều hành bởi Tramwaje Szczecińskie (TS).
Tàu điện Szczecin bắt đầu hoạt động vào ngày 23 tháng 7 năm 1879 trên đoạn đường từ ul. Skargi đến pl. Zwycięstwa. Ban đầu nó được kéo bởi những con ngựa, hoạt động được điện hóa dần dần từ 1895 cho tới 1900, các con ngựa được thay bằng các đầu tàu điện.
Trên một mạng lưới đường có chiều dài 65,5 km Tàu điện Szczecin, có mười ba tuyến, lúc trong tổng cộng 204 xe điện (tính đến tháng 9 năm 2024).

## Các đoàn tàu
|  | Thế hệ                           | Số lượng |
|  | -------------------------------- | -------- |
|  | Konstal 105Ng/2015               | 12       |
|  | Konstal 105N2k/S/2000            | 14       |
|  | Tatra KT4DtM                     | 73       |
|  | Tatra T6A2D                      | 52       |
|  | Moderus Alfa HF09                | 2        |
|  | Moderus Alfa HF10AC              | 12       |
|  | Pesa 120NaS                      | 6        |
|  | Pesa 120NaS2                     | 22       |
|  | Moderus Beta MF15AC/25AC/29AC BD | 10       |

## Các tuyến đường
| Tuyến | Hành trình |
| ----- | --- |
|       | Osiedle Zawadzkiego ↔ Potulicka Szafera – Wojska Polskiego – Piłsudskiego – Matejki – Plac Żołnierza Polskiego – Niepodległości – 3 Maja – Narutowicza – Potulicka                                                                    |
|       | Dworzec Niebuszewo ↔ Turkusowa Orzeszkowej – Asnyka – Kołłątaja – Wyzwolenia – Niepodległości – Wyszyńskiego – Energetyków – Gdańska – Eskadrowa – Hangarowa – Jaśminowa                                                              |
|       | Osiedle Zawadzkiego ↔ Pomorzany Szafera – Arkońska – Niemierzyńska – Krasińskiego – Wyzwolenia – Niepodległości – Dworcowa – Nowa – Kolumba – Chmielewskiego – Smolańska                                                              |
|       | Osiedle Zawadzkiego ↔ Stocznia Szczecińska Szafera – Sosabowskiego – Żołnierska – Mickiewicza – Bohaterów Warszawy – Jagiellońska – Piastów – Piłsudskiego – Matejki – Malczewskiego – Parkowa – Dubois – Firlika                     |
|       | Gocław ↔ Pomorzany Lipowa – Światowida – Strzałowska – Wiszesława – Dębogórska – Ludowa – Druckiego-Lubeckiego – Stalmacha – Nocznickiego – Firlika – Łady – Jana z Kolna – Nabrzeże Wieleckie – Kolumba – Chmielewskiego – Smolańska |
|       | Osiedle Zawadzkiego ↔ Turkusowa Szafera – Sosabowskiego – Żołnierska – Mickiewicza – Bohaterów Warszawy – Krzywoustego – Plac Zwycięstwa – Wyszyńskiego – Energetyków – Gdańska – Eskadrowa – Hangarowa – Jaśminowa                   |
|       | Gumieńce ↔ Turkusowa Kwiatowa – Ku Słońcu – Sikorskiego – Krzywoustego – Plac Zwycięstwa – Wyszyńskiego – Energetyków – Gdańska – Eskadrowa – Hangarowa – Jaśminowa                                                                   |
|       | Głębokie ↔ Potulicka Wojska Polskiego – Wawrzyniaka – Bohaterów Warszawy – Krzywoustego – Plac Zwycięstwa – Niepodległości – 3 Maja – Narutowicza – Potulicka                                                                         |
|       | (Głębokie ↔) Las Arkoński ↔ Plac Rodła ↔ Gumieńce (Wojska Polskiego – Arkońska –) Niemierzyńska – Krasińskiego – Wyzwolenia – Niepodległości – Plac Zwycięstwa – Krzywoustego – Sikorskiego – Ku Słońcu – Kwiatowa                    |
|       | Ludowa ↔ Pomorzany Ludowa – Druckiego-Lubeckiego – Stalmacha – Nocznickiego – Firlika – Dubois – Parkowa – Malczewskiego – Matejki – Piłsudskiego – Piastów – Powstańców Wielkopolskich – Budziszyńska                                |
|       | Dworzec Niebuszewo ↔ Pomorzany Orzeszkowej – Asnyka – Kołłątaja – Wyzwolenia – Piłsudskiego – Piastów – Powstańców Wielkopolskich – Budziszyńska                                                                                      |